# Peplos

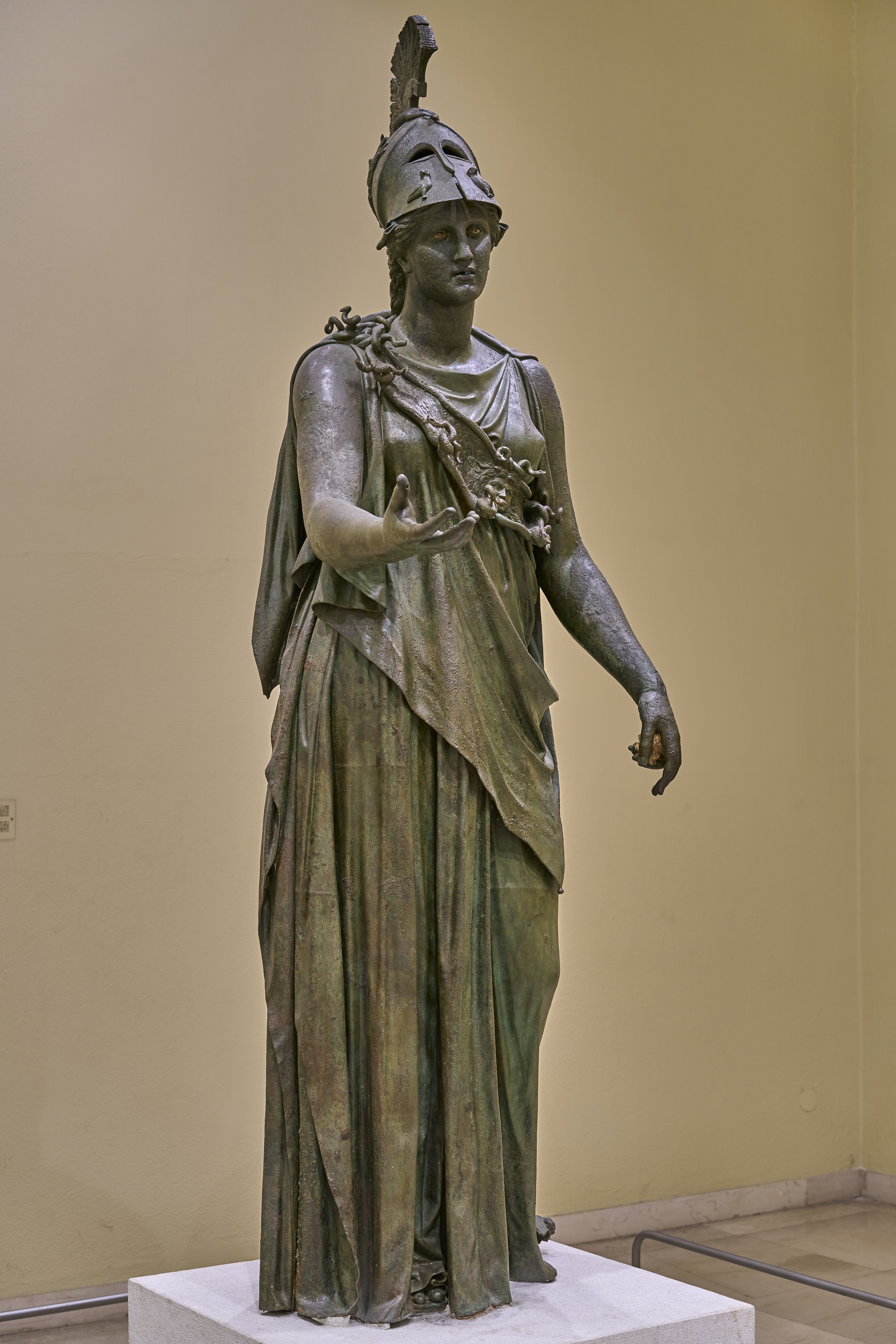
Beeld van Pallas Athena in het archeologisch museum van Piraeus

De peplos (Oudgrieks: ὁ πέπλος) is een type kledingstuk specifiek voor vrouwen in het Oude Griekenland. Het is echter ook bekend in andere streken sinds de ijstijd. De Dorische peplos bestond uit één wollen laag stof, terwijl de lichtere linnen chiton op de heupen door een riem in meerder lagen valt. Deze grote rechthoekige buisvormige stof is vernauwd of verwijd. Aan de schouders werd hij met een fibula bevestigd. We vinden de peplos hoofdzakelijk op de zwart en roodkleurige vazen bij de statueske plastiek sinds de archaïsche periode, waarin zowel de korè als de metopen bekleed zijn met een peplos.